# Хомутинка (село)
Хомутинка — село в Нижнеомском районе Омской области. Административный центр Хомутинского сельского поселения.

## История
В 1928 году деревня Хомутинка (п.б.) состояла из 123 хозяйств, основное население — русские. В административном отношении являлась центром Хомутинского сельсовета Еланского района Омского округа Сибирского края.

## Население
| 2010 |
| ---- |
| 767  |

## Улицы
| - ул. 70 лет Октября, - ул. Зелёная, - пер. Зелёный, - ул. Набережная, | - ул. Спортивная, - ул. Транспортная, - ул. Трудовая, - ул. Школьная. |